# Rapallizzazione
Rapallizzazione è un neologismo nato negli anni settanta del XX secolo per indicare il fenomeno di urbanizzazione selvaggia e indiscriminata verificatosi in numerose zone turistiche dell'Italia a seguito del boom economico di quel periodo.
Viene utilizzato anche il termine riminizzazione, con riferimento all'analogo stile di sviluppo urbano che ha interessato la località balneare romagnola nel secondo dopoguerra.

## Caratteristiche del fenomeno

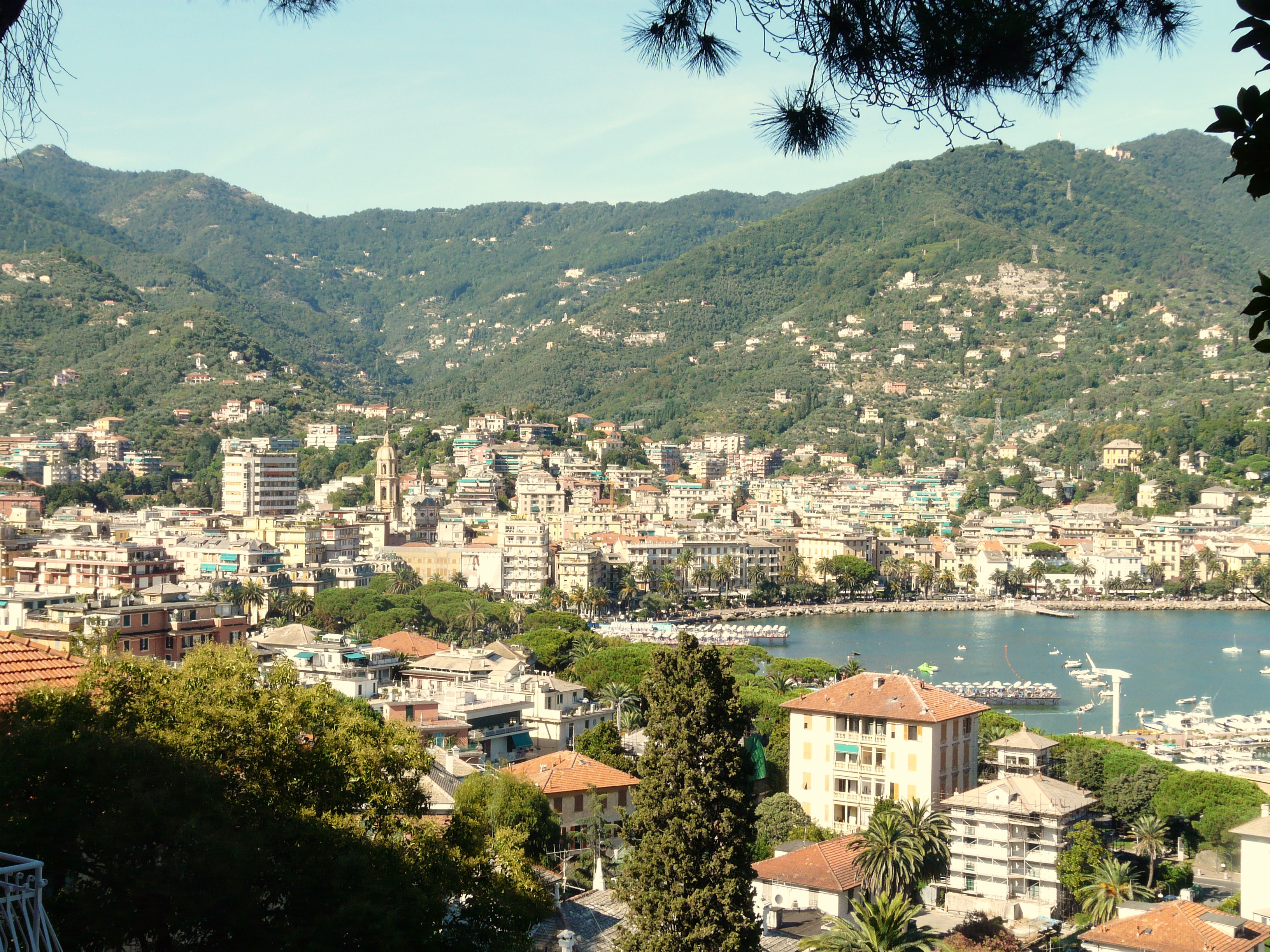
Rapallo: vista panoramica

Rapallo, nella città metropolitana di Genova, è la cittadina "simbolo" dove per la prima volta si verificò questo processo involutivo di metamorfosi architettonica, espressione dell'aspirazione che l'italiano medio aveva in quegli anni di usufruire di una seconda casa, possibilmente in riva al mare e/o in una località turistica di richiamo. Aspirazione questa a sua volta frutto del mito, che perdura ancora oggi, della felicità dei "forzati" dello svago. Lo scempio naturalistico che ne è derivato ha portato a trasformare piccoli centri marittimi o montani in distese incontrollate di edifici senza alcun pregio estetico, più consoni e comuni ad una grande metropoli piemontese o lombarda che a quelli che spesso erano antichi e caratteristici borghi medievali. Questo condusse a molte polemiche locali e nazionali con l'intervento di alcuni dei più famosi urbanisti ed intellettuali dell'epoca, tra cui Indro Montanelli, che segnalarono la situazione che si stava creando nella cittadina ligure.
Il termine e l'episodio non sono comunque discutibili tant'è che i dizionari più autorevoli lo hanno recepito. Ed è esattamente con questa accezione che si deve intendere il neologismo rapallizzare, anch'esso rimasto nel dizionario italiano (ad esempio il termine è stato ricordato dal giornalista e direttore del Corriere della Sera Paolo Mieli nella sua trasmissione televisiva per Rai 3 Correva l'anno sul periodo storico del Boom economico italiano della fine anni cinquanta inizio anni sessanta).
A riprova di tutto ciò va ricordato che con questo termine, usato anche da alcuni giornalisti (ad es., Bocca nel 1963) si suole indicare «Lo stravolgimento edilizio a fini speculativi dell’assetto urbanistico dei piccoli centri urbani, in spregio a ogni criterio di pianificazione e alla tutela dei valori paesaggistici» (Cfr. il sito Treccani.it).
Nel caso specifico di Rapallo solo negli ultimi decenni si è compreso l'errore - la costruzione di stabili senza adeguate vie di comunicazione urbane ha comportato infatti una sorta di "strozzata" viabilità quotidiana - e attualmente sono al vaglio diverse soluzioni infrastrutturali quali, ad esempio, un tunnel di collegamento viario tra Rapallo (innesto da un tratto dell'autostrada A12) e la confinante Santa Margherita Ligure o ancora una mini tangenziale in direzione levante verso Zoagli. Esiste inoltre un ulteriore progetto di collegamento stradale — un tunnel e una bretella autostradale — tra la città costiera e la retrostante val Fontanabuona in modo da permettere e facilitare il collegamento tra costa ed entroterra.